# Cestrum elegantissimum
Cestrum elegantissimum är en potatisväxtart som beskrevs av Julius Sterling Morton. Cestrum elegantissimum ingår i släktet Cestrum och familjen potatisväxter. Inga underarter finns listade i Catalogue of Life.